# Халоёган
Халоёган (устар. Халы-Юган, на картах встречается вариант Халыёган) — река в Шурышкарском районе Ямало-Ненецкого АО. Устье реки находится на 29-м км правого берега реки Сезынгъёган. Длина реки составляет 30 км.

## Данные водного реестра
По данным государственного водного реестра России относится к Нижнеобскому бассейновому округу, водохозяйственный участок реки — Обь от впадения реки Северная Сосьва до города Салехард, речной подбассейн реки — бассейны притоков Оби ниже впадения Северной Сосьвы. Речной бассейн реки — (Нижняя) Обь от впадения Иртыша.